# 蓝顶妍蜂鸟
蓝顶妍蜂鸟（学名：Thalurania colombica）是雨燕目蜂鸟科的一种鸟类。
蓝顶妍蜂鸟体重约4.5克，翼长约52.3毫米，嘴峰长约20.4毫米，喙宽度约2.3毫米，喙厚度约1.5毫米，跗蹠长约4.1毫米，尾长约33.1毫米。蓝顶妍蜂鸟在其分布区内为留鸟，其栖息在密集的高大树木组成的森林中，食性为草食性，主要食物来源是植物的花蜜。

## 亚种
- ：分布于伯利兹和危地马拉东部至洪都拉斯东南部。
- ：分布于尼加拉瓜东部至巴拿马西部。
- ：分布于哥伦比亚北部和委内瑞拉西北部。
- ：分布于委内瑞拉塔奇拉州西南部）。
- ：分布于厄瓜多尔的太平洋低地至秘鲁的极北部。

以下亚种此前被视为单独的物种绿顶妍蜂鸟（学名：Thalurania fannyi）：
- ：分布于巴拿马东部至哥伦比亚西部。
- ：分布于哥伦比亚中西部。
- ：分布于哥伦比亚西南部和厄瓜多尔西北部安第斯山脉西侧的太平洋沿岸。